# Bob Barker (nave)
Bob Barker è stata una nave oceanografica della Sea Shepherd Conservation Society.